# Marilù Oliva
Marilù Oliva (Bologna, 1975) è una scrittrice, saggista e insegnante italiana.

## Biografia
Marilù Oliva, nata a Bologna nel 1975, è scrittrice, saggista e docente di lettere. 
Nel 2009 ha pubblicato Repetita, edito da Perdisa Pop.
Ha scritto i volumi Mala Suerte (Elliot Edizioni, 2012), Fuego (Elliot Edizioni 2011) e ¡Tú la pagarás! stampato da Elliot Edizioni, (finalista al premio Scerbanenco 2010). Queste opere compongono la "Trilogia della Guerrera" con protagonista Elisa Guerra, soprannominata La Guerrera.
Sullo sfondo di questi primi romanzi di Marilù Oliva prevale un'ambientazione bolognese.
Nel 2014, sempre con Elliot ha dato alle stampe Le sultane: abbandonando il personaggio della Guerrera (ma non l'ambientazione bolognese), l'autrice ha composto un'opera che intreccia il genere noir con quello della commedia, con protagoniste tre anziane donne. 
Nel 2015 ha pubblicato Lo Zoo, romanzo che tratta la storia di alcuni freak relegati in uno zoo salentino e dei loro relativi carcerieri e, nel 2016, Questo libro non esiste, un noir ambientato a Roma nel mondo editoriale e in quello astrofisico.
Ha curato la raccolta di racconti Nessuna più, 40 scrittori contro il femminicidio (Elliot Edizioni 2013), per cui ha scritto l'introduzione e il racconto Io sono la chiesa; è curatrice inoltre dell'antologia Il mestiere più antico del mondo? (Elliot Edizioni, 2016). Entrambe le antologie sono patrocinate da Telefono Rosa.
Con Elissa Piccinini ha curato Antologia dei promessi sposi (Zanichelli, 2019). 
Con HarperCollins ha pubblicato due thriller, il primo è Le spose sepolte (2018), che ha inaugurato la saga della poliziotta Micol Mediic. Nel 2019 è uscito Musica sull'abisso, secondo libro della stessa saga. 
Nel 2021 ha pubblicato il romanzo storico Biancaneve nel Novecento (Solferino). Per lo stesso editore, il bestseller “L’Odissea raccontata da Penelope, Circe, Calipso e le altre” (2020),  “L’Eneide di Didone”(2022) e "L'Iliade cantata dalle dee" (2024): questi tre libri fanno parte della sua trilogia epica, una riscrittura del mito in chiave femminile.
A sfondo mitologico sono anche: il saggio I divini dell'Olimpo (Solferino, 2023), il romanzo per ragazzi Il viaggio mitico (De Agostini, 2022), scritto con suo figlio Matteo B., la non-fiction Miti straordinari (De Agostini 2023), mentre I ribelli (DeAgostini 2023) tratta di un gruppo di studenti e studentesse che occupano una scuola.
Come saggista ha prodotto ricerche storiche sul secondo Novecento, biografie intellettuali (ad esempio una su Grazia Deledda) e un volume dedicato allo scrittore da lei più amato: 'Cent'anni di Marquez, Cent'anni di mondo.
Da sempre si occupa di questioni di genere e di attualità.
Collabora con diverse riviste, tra cui MicroMega ed Huffington Post, ed è caporedattrice del blog letterario da lei fondato: Libroguerriero.

## Riconoscimenti
- Premio Karibe Urbano per la diffusione della cultura latina e caraibica nel 2012 a Mala Suerte[3]
- Premio Giovani lettori Memorial Gaia Di Manici Proietti per il miglior libro dell’anno a Le Sultane (2016) [senza fonte]
- Premio dei Lettori del Noir in Festival 2016 a Questo libro non esiste (libro più votato in rete dai lettori[4])
- Premio Condimenti 2021 per "Biancaneve nel Novecento" con la seguente motivazione:"un libro che merita essere letto da tutti, ma soprattutto da colora che saranno le donne e gli uomini di domani, per insegnar loro l'indulgenza verso se stessi, il perdono come via d'uscita, il dialogo cio propri contemporanei e con il passato come fondamento stesso dell'esistenza della città degli uomini e delle donne"
- Premio Sugarprize (riconoscimento alla carriera per i maestri della narrativa popolare che si sono distinti per la loro produzione artistica. Il premio è stato istituito dall’Associazione Culturale Sugarpulp nel 2011 in occasione della prima edizione della SUGARCON) per l'anno 2019.
- Ottobre 2021 “Premio Libri a 180 gradi – Città di Sant’Elpidio a Mare” istituito    nell’ambito dell’omonimo festival.
- Gennaio 2022 Vince la dodicesima edizione del Liberi di scrivere Award con Biancaneve nel Novecento.
- Maggio 2024, Premio Selezione Bancarella con "L'Iliade cantata dalle dee" per Solferino editore.

## Opere

### Libri
- ¡Tú la pagarás!, Elliot Edizioni, 2010
- Cent'anni di Márquez. Cent'anni di mondo, CLUEB, 2010
- Fuego, Elliot Edizioni, 2011
- Mala Suerte, Elliot Edizioni, 2012
- Le sultane, Elliot Edizioni, 2014
- Lo Zoo, Elliot Edizioni, 2015
- La Squola, LiberAria, 2016
- Questo libro non esiste, Elliot Edizioni, 2016
- Le spose sepolte, HarperCollins Italia, 2018
- Musica sull'abisso, HarperCollins Italia, 2019
- L’Odissea raccontata da Penelope, Circe, Calipso e le altre, Solferino, 2020
- Biancaneve nel Novecento, Solferino, 2021
- Le Sultane, Solferino 2021
- L'Eneide di Didone, Solferino, 2022 ISBN 9788828209409
- Il viaggio mitico, M.Oliva e Matteo B., De Agostini 2022 ISBN 978-8851199746
- Repetita, Solferino 2023
- L'Iliade cantata dalle Dee, Solferino, 2024 ISBN 9788828213499